# Аудрюс Вейкутіс
Аудрюс Вейкутіс (лит. Audrius Veikutis; нар. 23 липня 1979, Вільнюс, Литовська РСР) — литовський футболіст, захисник.

## Клубна кар'єра
Футбольну кар'єру розпочав у 1995 році в складі столичного «Андасу». З 1997 по 1998 рік виступав за клуб «Гележініс вілкас». У 1998 році прийняв запрошення вільнюського «Жальгіріса», кольори якого захищав до 2001 року. Потім переїхав до Данії, де виступав у другому дивізіоні місцевого чемпіонату за «Фарум». 2003 року повернувся до Литви, де підписав контракт зі столичним ФК «Швіеса».
Другу частину сезону 2003 року відіграв у мінському «Торпедо-СКА», яке виступало у Вищій лізі чемпіонату Білорусі. У футболці столичного клубу провів 6 матчів у Вищій лізі, ще 4 поєдинки відіграв у першості дублерів. Побував на перегляді в московському «Торпедо-Металургзі», але москвичам не підійшов. Також проходив перегляд у саратовському «Соколі». Відправився з «Лісма-Мордовією» на кіпрський тренувальний збір, а в лютому 2004 року підписав попередній контракт з саранською командою. Дебютував у футболці московського клубу 28 березня 2004 року в програному (0:2) домашньому поєдинку 1-го туру Першого дивізіону проти махачкалинського «Динамо». Єдиним голом у футболці «Мордовії» відзначився 5 червня 2004 року на 57-й хвилині програного (2:3) домашнього поєдинку 15-го туру Першого дивізіону проти саратовського «Сокола». Вейкутіс вийшов на поле в стартовому складі та відіграв увесь матч. У футболці саранського колективу в Першому дивізіоні зіграв 36 матчів та відзначився 1 голом, ще 1 поєдинок провів у кубку Росії. По завершенню сезону залишив команду. На початку березня 2005 року побував на перегляді в липецькому «Металурзі», але не зміг підписати контракт з липецькою командою. Тому повернувся на батьківщину, де протягом року виступав у «Судуві».
У 2006 році підсилив сімферопольську «Таврію». Дебютував у складі сімферопольців 5 березня 2006 року в нічийному (1:1) виїзному поєдинку 20-го туру Прем'єр-ліги проти донецького «Шахтаря». Аудрюс вийшов на поле в стартовому складі та відіграв увесь матч. У складі «Таврії» виступав 22 матчі, в яких отримав 7 жовтих карток. В першій частині сезону 2007/08 років втратив своє місце в першій команді, за яку провів 1 матч, решту ж часу виступав за дубль (11 матчів). Керівництво кримького клубу вирішило не продовжувати контракт з литовцем й гравець як вільний агент залишив розташування команди. Після відходу з «Таврії» повернувся на батьківщину, де підписав контракт з «Жальгірісом». Проте вже в липні 2008 року перейшов у азербайджанський клуб «Хазар» (Ланкаран). У 2009 році переїхав до Фінляндії, де виступав у клубі першого дивізіону місцевого чемпіонату «Атлантіс» (Г).
У 2010 році повернувся до Литви, виступав за «Ветру», але по ходу сезону виїхав до сусідньої Естонії та підписав контракт з «Калев» (Сільмяе). Проте 2011 року знову повернувся на батьківщину, де підсилив «Шяуляй». З 2012 по 2016 рік виступав у нижчолігових литовських клубах «Вітіс» (Вільнюс), «Шілас» та «Гаріунай». Футбольну кар'єру завершив 2017 року виступами в клубі «Панеріс».

## Кар'єра в збірній
Викликався до юнацької (U-18) та молодіжної збірної Литви.
Єдиний матч у футболці національної збірної Литви зіграв у 1999 році (товариський поєдинок проти Індонезії, 2:2). Аудрюс вийшов на поле на 80-й хвилині, замінивши Артураса Соболіса.